# Jock Stein
John „Jock“ Stein CBE (* 5. Oktober 1922 in Burnbank, South Lanarkshire, Schottland; † 10. September 1985 in Cardiff, Wales) war einer der renommiertesten Trainer in der britischen Fußballgeschichte. Er ist vor allem bekannt für seine Zeit als Trainer bei Celtic Glasgow, obwohl er auch als Trainer der schottischen Nationalmannschaft großen Erfolg hatte und als Spieler sowie als Trainer bei einigen anderen Vereinen engagiert war.
Neben Bill Shankly, Sir Matt Busby und Sir Alex Ferguson wird Stein zu den größten schottischen Trainern gezählt und wurde zum besten schottischen Trainer aller Zeiten gewählt. Als Trainer konnte er sechsmal den schottischen Ligapokal, zehnmal die schottische Meisterschaft, neunmal den schottischen Pokal und einmal den Europapokal der Landesmeister gewinnen.

## Stein als Spieler
Jock Stein wurde 1922 als einziger Sohn von George und Jane Stein in schottischen Burnbank geboren. 1937 verließ er die Greenfield-Schule in Hamilton, arbeitete in einer Teppichfabrik und in den Kohleminen von Lanarkshire, denen er dank des bezahlten Fußballs entrinnen konnte.
Von 1938 an spielte er in den Jugendmannschaften von Blantyre Victoria und wechselte 1942 zu den Albion Rovers in den bezahlten Fußball. Das Geld reichte jedoch nicht aus, so dass Stein an Werktagen weiterhin auf die Arbeit im Bergwerk angewiesen war. Nachdem er 1943 kurzzeitig an Dundee United ausgeliehen worden war, stieg er 1948 mit Albion in die erste Liga auf. Für die Rovers absolvierte Stein in acht Spielzeiten insgesamt 236 Spiele und schoss neun Tore.
Im Jahre 1950 wechselte Stein nach Wales zu dem Verein Llanelli Town, der damals noch in der Amateurliga spielte. Zum ersten Mal war er ein Vollprofi, der sich vollkommen auf den Fußball konzentrieren konnte. Sein Wochengehalt betrug damals zwölf britische Pfund. Jedoch wollte Stein schon bald wieder nach Schottland zurück, wo er Frau und Kind zurückgelassen hatte und in seiner Abwesenheit zweimal in sein Haus eingebrochen wurde. Im Dezember 1951 wechselte er für 1.200 £ zu Celtic Glasgow, wo sich mit Jimmy Gribben der Trainer der Reservemannschaft für ihn ausgesprochen hatte. Die Fans hielten zunächst wenig von Stein, betrachteten ihn als zu alt und waren der Meinung, dass er aufgrund seiner Herkunft mit dem Erzrivalen Glasgow Rangers sympathisierte. Auch sein Vater und sein altes Umfeld grenzten sich von ihm ab, da sie glaubten, Jock Stein hätte durch diesen Wechsel seine Wurzeln verloren.
Durch eine Verletzungsserie in der ersten Mannschaft konnte Stein erstmals auf sich aufmerksam machen und spielte sich stetig in die Stammformation. 1952 ernannte ihn der Kapitän Sean Fallon zu seinem Stellvertreter und Stein sollte dieses Amt erstmals bei Celtic ausüben, als Fallon kurz darauf mit einem Armbruch ausfiel. Auch nach dessen Rückkehr behielt Stein weiterhin die Kapitänsbinde und gab diese bis zum Ende seiner Spielerkarriere nicht mehr ab.
1953 führte Stein Celtic als Kapitän zum Gewinn des Coronation Cups, wo die Schotten – für viele unerwartet – den FC Aberdeen, die Glasgow Rangers, den FC Arsenal, Manchester United und im Finale Hibernian Edinburgh bezwingen konnten und damit zum inoffiziell besten Verein Großbritanniens wurden. Mit Stein als Spielführer gewann Celtic erstmals seit 1938 wieder die nationale Meisterschaft und das erste Double der schottischen Pokale seit 1914. Die Fußball-Weltmeisterschaft 1954 in der Schweiz nutzte Stein zur Beobachtung der Spielweise einiger dort teilnehmender Nationalmannschaften. Einerseits erkannte er die desaströse Vorbereitung der Schotten, andererseits studierte er die von den kontinental-europäischen Mannschaften benutzten Taktiken, vor allem das revolutionäre Spielsystem der Ungarn.
Am 29. Januar 1957 erklärte Jock Stein im Alter von 34 Jahren seine Laufbahn im aktiven Fußball für beendet. Die Gründe dafür lagen in chronischen Kniebeschwerden. In sechs Spielzeiten war Jock Stein 147-mal für Celtic aufgelaufen und hatte zwei Treffer erzielt.

## Erfolge als Spieler
- Schottischer Meister: 1954
- Scottish FA Cup: 1954
- Coronation Cup: 1953

## Trainerkarriere
Nach dem Ende seiner aktiven Karriere arbeitete er für die Celtic-Jugendmannschaften und führte 1958 die Celtic-Reserve zum zweiten Gewinn des XI Cups, wo seine Elf im Finale die Glasgow Rangers mit 8:2 vernichtend schlug. Dies war der erste Erfolg in Steins Trainerkarriere. 1960 bot ihm der Verein an, die volle Verantwortung für die Jugendarbeit zu übernehmen. Stein schlug das Angebot aus und wurde am 14. März 1960 Trainer von Dunfermline Athletic.
In den ersten sechs Wochen seiner Amtszeit schaffte er es, Dunfermline aus der akuten Abstiegsgefahr zu befreien. Er schuf eine starke Mannschaft, die 1961 den schottischen Ligapokal ausgerechnet gegen Celtic Glasgow gewann, das nach einem Remis im Hinspiel des Finales im Rückspiel 2:0 bezwungen wurde. 1962 besiegte Dunfermline im Messestädte-Pokal den FC Everton und verlor nur gegen den FC Valencia, nachdem man zwischenzeitlich einen Rückstand von vier Toren ausgeglichen hatte.
Am Ende der Spielzeit 1960/61 hatte Dunfermline erheblich Abstand zu den Abstiegsplätzen gewonnen, die Saison wurde auf dem zwölften Tabellenplatz beendet. In der nächsten Saison sollte es für Stein noch einmal bergauf gehen: Am Ende stand Dunfermline auf dem vierten Tabellenplatz, direkt hinter dem Traditionsverein Celtic Glasgow. Binnen zweier Spielzeiten hatte Jock Stein also aus einer um den Klassenerhalt kämpfenden Mannschaft einen Verein der Spitzengruppe der Liga gemacht.
In der Saison 1962/63 konnte Dunfermline die guten Ergebnisse der Vorjahre nicht wiederholen und stand am Ende mit deutlichem Abstand auf die Spitzengruppe auf dem achten Tabellenrang. Am 1. April 1964 verließ Stein Dunfermline und wurde der neue Trainer von Hibernian Edinburgh. Auch hier schaffte er es binnen Monaten, sein Team zum ersten Titel zu führen, in diesem Fall war es der Summer Cup. Dunfermline beendete diese Saison auf dem fünften Tabellenplatz, Hibernian auf dem zehnten.
Weggefährten Steins erklärten, dass der junge Trainer über ein für sein Alter herausragendes Spielverständnis verfüge und es meisterlich verstehe, mit geringen Mitteln das Maximum aus seinen Spielern herauszuholen. Stein selbst vertiefte sich immer mehr in die Struktur des Spiels, während seine Elf einfach auf den Platz ging und spielte.

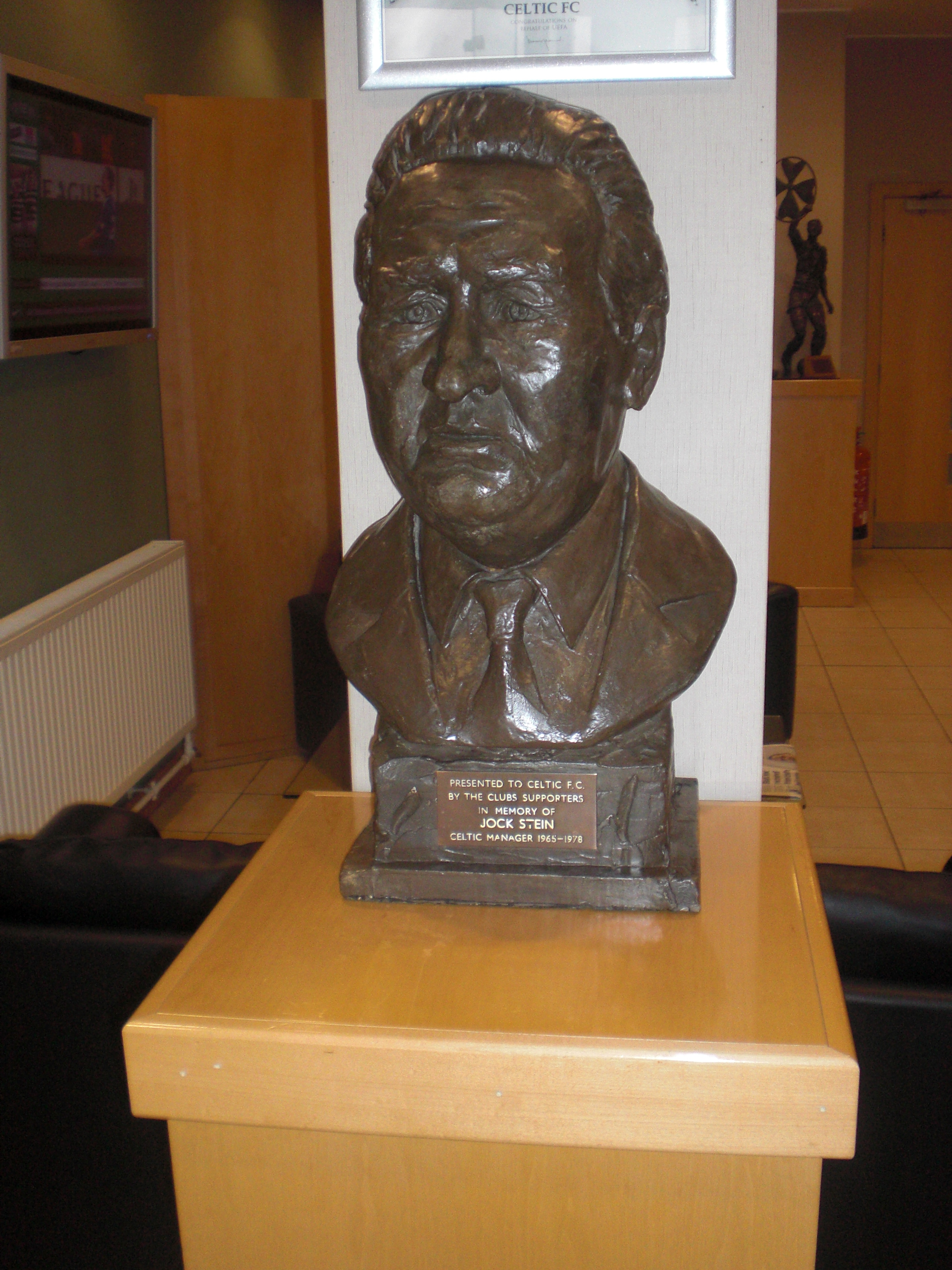
Eine Büste von Stein im Celtic Park von Glasgow

Doch hielt es Stein nicht lange in Edinburgh. Am 9. März 1965 kehrte er zu Celtic Glasgow zurück, übernahm dort das Amt des Cheftrainers, nachdem die Bhoys in den letzten acht Jahren titellos geblieben waren. Stein war außerdem der erste protestantische Trainer des „katholischen“ Vereins. Er brachte wieder Energie in die Mannschaft und gewann nur sechs Wochen nach Amtsantritt den schottischen Pokal, wo im Finale Dunfermline Athletic mit 3:2 geschlagen wurde. Auch im Ligapokal kam Celtic bis ins Endspiel, musste sich jedoch den Lokalrivalen Glasgow Rangers 2:1 geschlagen geben. Celtic beendete die Spielzeit in der schottischen Division One auf dem achten Tabellenplatz, Steins ehemalige Vereine Dunfermline und Hibernian waren in der Spitzengruppe zu finden.
In der folgenden Saison 1965/66 wurde Celtic zum ersten Mal seit 1954 wieder schottischer Meister, die Mannschaft erspielte sich zwei Punkte Vorsprung auf den Tabellenzweiten, die Rangers. In diesem Jahr kam Celtic auch bis ins Halbfinale des Europapokals der Pokalsieger, schied dort aber gegen den FC Liverpool wegen der Auswärtstorregelung aus. In dieser Spielzeit holte Celtic den Ligapokal nach einem 2:1-Finalsieg gegen die Rangers, musste jedoch den Scottish FA Cup an die Rangers abgeben, die sich nach einem Remis im ersten Spiel des Finales die Trophäe durch einen 1:0-Sieg in der Wiederholungspartie sicherten.
Die vier im Jahr 1967 geholten Titel machten Stein endgültig zu einer der Legenden von Celtic. Die Glasgower gewannen die Liga sowie die beiden schottischen Pokale. Zusätzlich gewannen die Bhoys als erste britische Mannschaft überhaupt den Europapokal der Landesmeister (→ Erfolge in Europa), den zuvor noch kein einziger nordeuropäischer Verein gewonnen hatte. Insgesamt verlor Steins Elf in dieser Spielzeit in der Liga nur zwei Partien (beide gegen Dundee United) und erzielte in den 34 Ligaspielen 111 Tore. Celtic hatte mit Stevie Chalmers, der 21-mal treffen konnte, obendrein noch den Torschützenkönig der schottischen Liga und mit Torhüter Ronnie Simpson Schottlands Spieler des Jahres in seinen Reihen. Im Finale des Ligapokals besiegte Celtic durch ein Tor von Bobby Lennox die Rangers 1:0. Im schottischen Pokal fand das Endspiel vor mehr als 127.000 Zuschauern am 29. April 1967 gegen den FC Aberdeen statt, der dank zweier Tore von Willie Wallace 2:0 bezwungen wurde.
Die Saison 1966/67 ist bis heute eine der international erfolgreichsten Spielzeiten des schottischen Fußballs, auch die anderen Vereine machten von sich reden. Die Glasgow Rangers erreichten das Finale des Europapokals der Pokalsieger, der FC Kilmarnock kam bis ins Halbfinale des Messestädte-Pokals und selbst Dundee United schaffte es beim Debüt auf dem internationalen Parkett, mit dem FC Barcelona den Titelverteidiger des Messepokals aus dem Wettbewerb um ebendiesen zu werfen.
In den folgenden sieben Saisons sollte Celtic Jahr für Jahr schottischer Meister werden. Besonders beeindruckend war der Meistertitel der Saison 1969/70, als die Glasgower mit 12 Punkten Vorsprung vor dem Tabellenzweiten den Titel holten. Es war jedoch deutlich zu merken, dass der Zenit der Mannschaft im Jahr 1967 gewesen war. 1968 konnte Celtic neben der Meisterschaft noch den Ligapokal gewinnen, im Jahr darauf gingen beide schottischen Pokale in den Celtic Park, 1970 war es wieder nur der Ligapokal, da Celtic das Finale des Scottish FA Cups 3:1 gegen den FC Aberdeen verloren hatte. Allerdings konnte Celtic in dieser Saison bis ins Finale des Europapokals der Landesmeister vorstoßen, verlor aber das Endspiel gegen die Niederländer von Feyenoord Rotterdam. 1971 ging der Ligapokal, den Celtic zuvor drei Jahre lang in Serie gewonnen hatte, an die Rangers, der schottische FA Cup wurde allerdings wieder durch die Stein-Elf gewonnen, die ihn auch im Jahr darauf verteidigen konnte. 1973 gab es die wenigsten Erfolge zu verbuchen: die Meisterschaft wurde mit nur einem Punkt Vorsprung gewonnen und keiner der Pokale ging an Celtic. Im Jahr darauf konnte Stein mit seinen Spielern wieder den FA Cup gewinnen.
Als besonders herausragend sind die Leistungen in der Scottish Premier League zu sehen, wo Celtic Glasgow von der Saison 1965/66 an bis zur Spielzeit 1973/74 jedes Jahr die Meisterschaft gewinnen konnte. Diese Serie von neun gewonnenen Meisterschaften zeigt die Dominanz des schottischen Fußballs durch die von Stein trainierten Bhoys in dieser Zeit. Ein solches Kunststück konnte erst in den 1990ern vom Erzrivalen Glasgow Rangers wiederholt werden.
In der Saison 1974/75 ging die schottische Meisterschaft erstmals seit langer Zeit nicht an Celtic, das nur abgeschlagen auf dem dritten Platz mit elf Punkten Distanz auf den Meister Rangers landen sollte; der Scottish FA Cup konnte jedoch verteidigt werden. Auch im Jahr darauf kam man in der Liga nicht an den Rangers vorbei, die zusätzlich beide schottischen Pokale gewannen.
Stein wurde im Juli 1975 bei einem Auto-Unfall schwer verletzt und wäre beinahe gestorben, konnte jedoch nach einem Jahr Auszeit auf die Trainerbank von Celtic zurückkehren. Man erzählt sich, dass er sich seit diesem Unfall verändert habe.
In der Spielzeit 1976/77 holte Celtic wieder die Meisterschaft und den FA Cup und kam bis ins Endspiel des Ligapokals.
In den späten 1970ern war Celtic nicht mehr so erfolgreich wie zu Beginn der Stein-Ära. Schließlich verließ er im August 1978 Celtic, nachdem man ihn dazu aufgefordert hatte, von der Trainerbank in den Vereinsvorstand zu wechseln. In seinem Abschiedsjahr beendete Celtic die Saison auf einem enttäuschenden fünften Tabellenplatz. Sein Nachfolger wurde Billy McNeill, der einst unter Stein der Kapitän der Lisbon Lions gewesen war. Jock Stein wechselte nach England zu Leeds United, blieb dort aber nur 45 Tage, um sich danach vollständig der schottischen Nationalmannschaft zu widmen.

## Erfolge in Europa

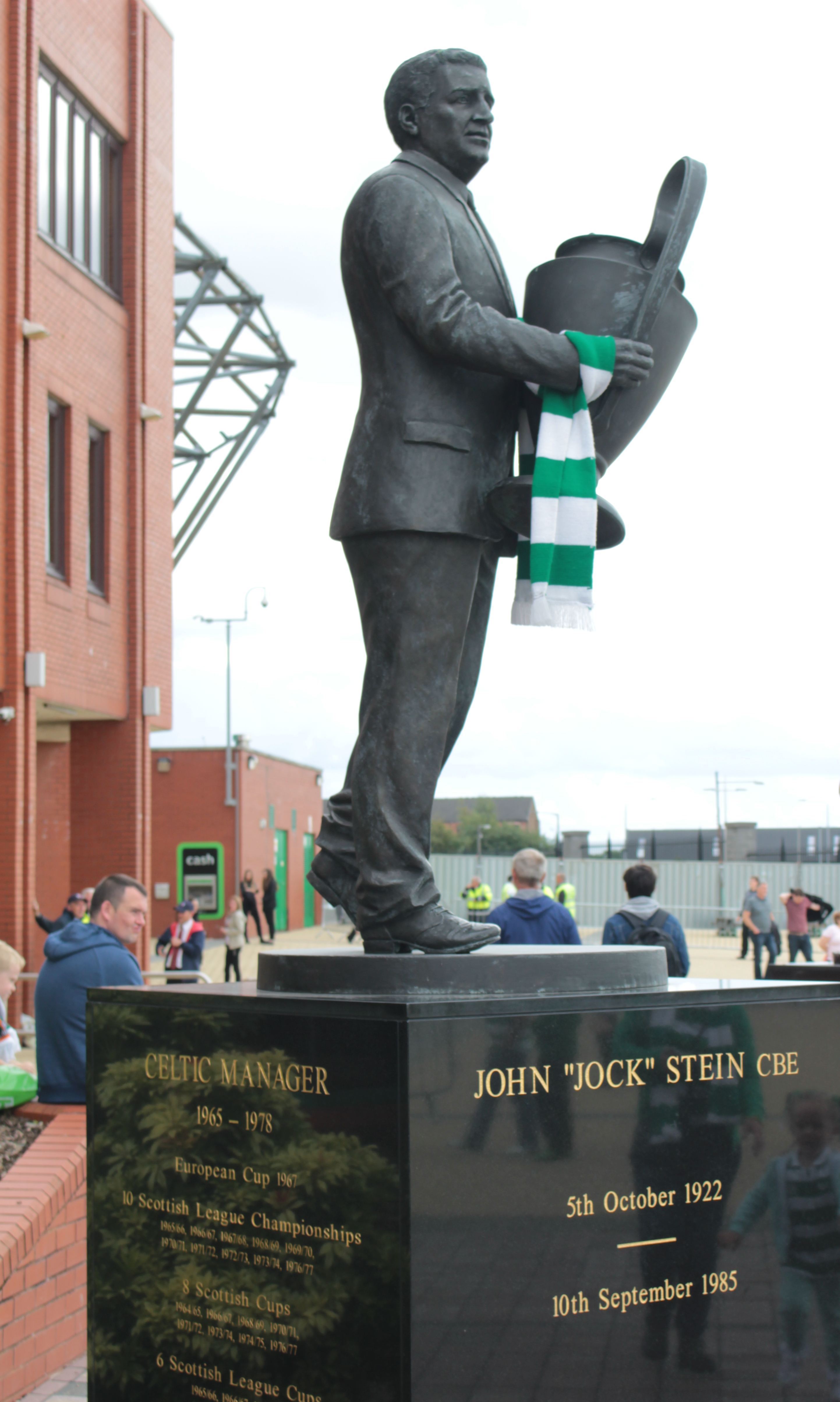
Steins Statue vor dem Celtic Park mit dem Europapokal der Landesmeister

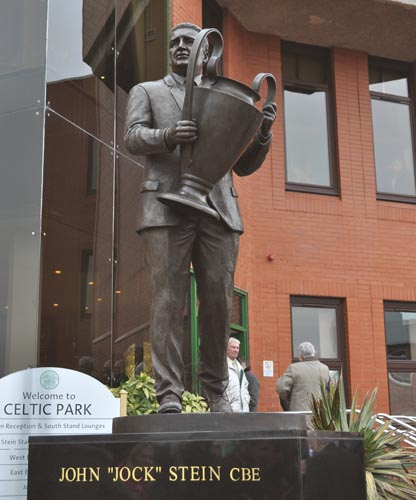
Neue Statue von 2011

Stein schaffte mit Celtic zum ersten Mal in der Vereinsgeschichte das schottische Triple: Celtic gewann die Meisterschaft, den Ligapokal und den Pokal. Er führte Celtic auch zum Gewinn des Europapokals der Landesmeister 1967, wo die Schotten am 25. Mai in Lissabon das Finale gegen Inter Mailand trotz frühem Rückstand 2:1 gewannen und damit zum ersten britischen Verein wurden, der diese Trophäe gewinnen konnte.
In der achten Minute foulte Celtics Jim Craig den Inter-Stürmer Cappellini. Alessandro Mazzola verwandelte den Strafstoß und Inter spielte fortan den schematischen Fußball, für den der Verein bekannt geworden war. Celtic kämpfte leidenschaftlich und konnte nach einer Stunde durch Tommy Gemmell den Ausgleich erzielen. Fünf Minuten vor dem Schlusspfiff konnte Chalmers Celtic in Führung bringen. Das 2:1 blieb auch das Endergebnis, Celtic stürzte in einen Freudentaumel.
Die Fans schufen in der Folge den Liederzyklus über die „Lisbon Lions“ und auch die Presse urteilte positiv über die Leistungen Celtics. The Guardian befand „Es gab keinen einzelnen Helden. Jeder Mann gab alles.“, während Mundo Desportivo aus Portugal zu wissen glaubte: „Es war einfach unumgänglich, früher oder später musste Inter, das bisher für den Catenaccio und knappe Siege bekannt war, für seine Weigerung, unterhaltsamen Fußball zu spielen, bestraft werden.“ Jock Stein selbst erklärte: „Wir taten es einfach, indem wir Fußball spielten. Puren, schönen, einfallsreichen Fußball.“ Die von Stein verordnete moderne Spielweise, die im Gegensatz zu der ansonsten in Großbritannien vorherrschenden Taktik stand, war eine der zentralen Säulen für den Gewinn des Pokals. Stein hatte stets ein Auge auf innovative Spielweisen aus dem Ausland, die er geschickt zu kombinieren verstand. Beispielsweise sollte Linksverteidiger Tommy Gemmell Giacinto Facchettis Verhalten auf dem Spielfeld kopieren, während ein anderes taktisches Element auf einer beschleunigten Version des ursprünglich holländischen Totalen Fußballs beruhte.
Celtic war es mit Stein gelungen, zum ersten Mal alle Wettbewerbe, in denen man antrat, zu gewinnen. Erstaunlich ist auch, dass Celtics Kader zu dieser Zeit ausschließlich aus Spielern aus dem Großraum Glasgow bestand. Nur Steaua Bukarest und dem 1. FC Magdeburg gelang es später, einen internationalen Titel nur mit einheimischen Spielern zu gewinnen. Bill Shankly erklärte später in einem Gespräch mit Stein: „Jock, you’re an immortal now.“ („Jock, jetzt bist du unsterblich geworden.“)

## Schottischer Nationaltrainer
1965 war Stein neben seinem Traineramt bei Celtic verantwortlich für die Nationalmannschaft Schottlands. Er wurde in dieser Funktion im März 1966 abgelöst durch John Prentice, der einen Vollzeitvertrag erhielt.
1979 wurde Stein erneut Trainer der Nationalmannschaft. Er löste Ally MacLeod ab, der nach dem Vorrundenaus bei der Weltmeisterschaft 1978 entlassen worden war. Unter Stein strebte Schottland die Qualifikation für die Euro 1980 an, konnte dieses Ziel jedoch nicht erreichen.
Jedoch qualifizierte sich die schottische Nationalmannschaft für die Fußball-Weltmeisterschaft 1982 in Spanien, nachdem sie sich in der Qualifikation gegen Schweden, Portugal, Israel und Nordirland durchgesetzt hatte. Die Bravehearts scheiterten bei diesem Turnier in der Vorrunde. Nach einem 5:2-Auftaktsieg gegen Neuseeland gab es eine 1:4-Niederlage gegen Brasilien, in der Schottland aber spektakulärerweise durch einen Treffer von David Narey in Führung gegangen war. Ein 2:2-Unentschieden gegen die Sowjetunion besiegelte das Ausscheiden aufgrund der schlechteren Tordifferenz.
Auch an der Euro 1984 in Frankreich nahm Schottland nicht teil, Steins Elf gewann in ihrer Qualifikationsgruppe lediglich eine Partie.
Die Qualifikation für die Fußball-Weltmeisterschaft 1986 sollte jedoch erfolgreicher verlaufen. Stein holte sich während der Qualifikation den jungen Alex Ferguson, der zeitgleich Trainer des FC Aberdeen war, als Assistenztrainer an seine Seite.

## Tod

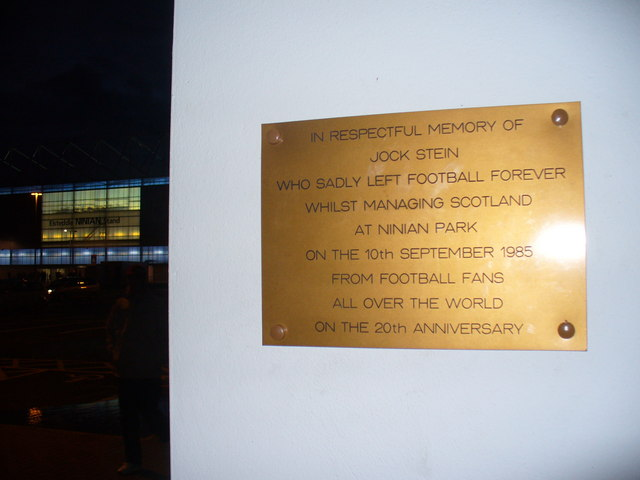
Gedenktafel

Am 10. September 1985 benötigten die Bravehearts in ihrem letzten Gruppenspiel der Qualifikation für die Weltmeisterschaft 1986 gegen Wales noch einen Punkt, um die Play-offs zu erreichen. Wales führte 1:0, jedoch bekam Schottland in der 81. Spielminute einen Strafstoß zugesprochen. Der eingewechselte Davie Cooper traf und stürzte Schottland in einen Freudentaumel. In der allgemeinen Aufregung erlitt Jock Stein seinen zweiten Herzinfarkt, Wiederbelebungsversuche auf der Massagebank in der schottischen Kabine in den Katakomben schlugen fehl, er verstarb noch im Stadion.
Dieser Fall ist mit dem Tod Gyula Lóránts vergleichbar, der nach einem Herzinfarkt während eines Spiels seiner Mannschaft PAOK Thessaloniki gegen Olympiakos Piräus verstarb.

## Erfolge als Trainer
- Europapokal der Landesmeister: 1967
- Schottische Meisterschaft: 1966, 1967, 1968, 1969, 1970, 1971, 1972, 1973, 1974, 1977
- Scottish FA Cup: 1961, 1965, 1967, 1969, 1971, 1972, 1974, 1975, 1977
- Scottish League Cup: 1966, 1967, 1968, 1969, 1970, 1975
- Summer Cup: 1964
- Drybrough Cup: 1974
- Rous Cup: 1985
- Er ist neben José Mourinho, Ștefan Kovács, Guus Hiddink, Alex Ferguson, Pep Guardiola, Jupp Heynckes, Luis Enrique und Hansi Flick der erste von neun Trainern, die das große europäische Triple im Herren-Fußball gewinnen konnten.[1]

## Privatleben
Jock Stein heiratete am 3. Oktober 1946 Jean Toner McAuly und hatte mit ihr zwei Kinder, Tochter Rae und Sohn George. Stein war Mitglied der Union Lodge Dunfermline No. 250 der Großloge von Schottland.

## Ehrungen
2002 wurde Stein in die Scottish Sports Hall of Fame aufgenommen. Die Jock-Stein-Statue wurde 2011 in Glasgow enthüllt.

## Zitate
- „Celtic-Trikots sind nicht für die Zweitbesten, sie schrumpfen nicht, damit schlechtere Spieler sie tragen dürfen.“ (Original: „Celtic jerseys are not for second best, They don’t shrink to fit inferior players“)
- „Ich glaube kein Wort von dem, was mir Bill über seine Spieler erzählt. Wären sie so gut gewesen wie behauptet, dann hätten sie nicht nur den Europapokal, sondern auch den Ryder Cup, das Boat Race und auch das Grand National gewonnen!“ Jock Stein über Bill Shankly (Original: „I don’t believe everything Bill tells me about his players. Had they been that good, they'd not only have won the European Cup but the Ryder Cup, the Boat Race and even the Grand National!“)
- „In diesem Augenblick gibt es keinen stolzeren Mann auf Gottes Erde. Der Sieg war wichtig, ja, aber es ist mehr die Art und Weise wie wir es geschafft haben, die mich mit Genugtuung erfüllt. Wir haben es geschafft, indem wir Fußball spielten. Puren, schönen, einfallsreichen Fußball. In unseren Köpfen gab es keinen einzigen negativen Gedanken. Inter spielte uns gerade in die Karten; es ist so traurig zu sehen, dass solch begabte Spieler durch ein System behindert werden, das ihre Freiheit auf dem Platz einschränkt. Unsere Anhänger würden solch ein nüchternes Auftreten niemals unterstützen. Es ist immer unser Ziel, mit Stil zu gewinnen.“ Jock Stein über den Gewinn des Europapokals der Landesmeister 1967 unmittelbar nach dem Abpfiff des Endspiels (Original: „There is not a prouder man on God’s Earth than me at this moment. Winning was important, aye, but it was the way that we won that has filled me with satisfaction. We did it by playing football; pure, beautiful, inventive football. There was not a negative thought in our heads. Inter played right into our hands; it’s so sad to see such gifted players shackled by a system that restricts their freedom to think and to act. Our fans would never accept that sort of sterile approach. Our objective is always to try to win with style.“)
- „Ohne die Fans ist der Fußball nichts.“ (Original: „Football is nothing without fans“)
- „Jock, jetzt bist du unsterblich geworden!“ Bill Shankly über Steins Gewinn des Europapokals der Landesmeister mit Celtic Glasgow 1967 (Original: „Jock, you are immortal now!“)
- „Es zählt weder der Glaube noch die Nationalität – es ist der Mann selbst.“ Dieses Zitat ziert die Innenseite des Kragens der Trikots von Celtic Glasgow (Original: „It is not the creed nor the nationality – it's the man himself.“)